# Deadache
A Deadache a finn Lordi 2008-ban megjelent negyedik stúdióalbuma. Az együttes új jelmezeket készített magának az albumhoz. Az albumról az első kislemez szeptember 3-án került forgalomba, címe: Bite It Like a Bulldog.
Az album hivatalos lemezbemutató koncertje október 31-én volt a helsinki Tavastia Klubban.

## Zene
Az album melodikus hard rock stílusban készült el. A címadó dal a "Deadache" Kita és Amen elmondása szerint már a '90-es években elkészült. Az albumon nagyobb szerephez jut a szintetizátor, mint a 2006-os The Arockalypse nevű albumon. A "The Rebirth of the Countess" című szám Awa zongoraszólója. A "Missing Miss Charlene" című dal Outro-ját már 1986-ban rögzítették Mr. Lordi szülővárosában, Rovaniemiben. Az énekes ekkor 12 éves volt. A "The Devil Hides Behind Her Smile" című dalban, felhasználták, az Operaház Fantomja című világhírű musical címadó dalának zenéjét. Az album felvételeit júniusra befejezték, majd európai turnéra indultak.

## Helyezések
| Ország                  | Helyezés (2008) |
| ----------------------- | --------------- |
| Ausztria                | 51              |
| Finnország              | 5               |
| Svédország              | 42              |
| Svájc                   | 73              |
| Németország             | 33              |
| Egyesült Királyság      | 38              |
| Egyesült Államok        | 13              |
| Európa Top 100-as lista | 71              |
| Top Heatseekers         | 6               |
| Biboard Top Independent | 37              |

## Tartalma

### Eredeti tartalom
1. Scarctic Circle Gathering IV - 0:42 (Lordi)
2. Girls Go Chopping - 4:03 (Lordi/Tracy Lipp)
3. Bite It Like a Bulldog - 3:29 (Lordi/Lipp/Ox)
4. Monsters Keep Me Company - 5:28 (Kita/Amen/Lordi)
5. Man Skin Boots - 3:42 (Lordi/Lipp)
6. Dr. Sin Is In - 3:47 (Kita/Amen/Lordi)
7. The Ghosts of the Heceta Head - 3:40 (Lordi/Amen/Lipp)
8. Evilyn - 4:00 (Lordi)
9. The Rebirth of the Countess - 1:59 (Awa/Lordi)
10. Raise Hell In Heaven - 3:32 (Lordi/Lipp)
11. Deadache - 3:29 (Lordi/Lipp)
12. The Devil Hides Behind Her Smile - 4:12 (Lordi/Lipp)
13. Missing Miss Charlene - 5:11 (Lordi/Lipp/PK Hell)

### Bónuszfelvételek
- Dead Bugs Bite (3:42) - iTunes kiadás
- Where’s the Dragon (3:01) - (Lordi/Kita/Ox/Lipp) - Japán kiadás
- Beast Loose in Paradise (3:33) - Japán kiadás
- Hate at First Sight (3:34) - (Kita/Amen/Lordi/Lipp) - Digipack kiadás
- The House (4:17) - (Neumman/Lordi/Lipp) - Finn kiadás

A "The House" egy feldolgozás. Eredetileg a finn Dingo együttes 1985-ös albumán található "Autiotalo" néven, finn dalszöveggel.

### A Japán kiadáson található bónusz DVD
Az album Japán kiadásához tartozik még egy bónusz DVD is, amely a zenekar következő videóklipjeit tartalmazza.
- Would You Love a Monsterman? (2002)
- Devil Is a Loser (2003)
- Blood Red Sandman (2004)
- Hard Rock Hallelujah (2006)
- Who’s Your Daddy? (2008)
- Would You Love a Monsterman? 2006 (2006)
- It Snows in Hell (2006)
- Bite It Like a Bulldog (2008)

## Közreműködők
- Mr. Lordi – ének
- Amen – gitár
- Kita – dob, háttérvokál
- Awa – billentyűs hangszerek
- OX – basszusgitár

## Kislemezek
- Bite It Like a Bulldog (2008)
- Deadache (2008)

## Videóklipek
- Bite It Like a Bulldog (2008)